# س. ك. مينا
س. ك. مينا (بالإنجليزية: C K Meena)‏ هي صحفية هندية، ولدت في 27 يوليو 1957.